# Приватизация общественных туалетов
Приватизация общественных туалетов — передача объектов санитарной инфраструктуры, ранее находившихся в государственной или муниципальной собственности, в частные руки с целью повышения эффективности их эксплуатации, привлечения инвестиций или сокращения бюджетных расходов на их содержание.

## Общие характеристики
- Приватизация общественных туалетов часто осуществляется посредством продажи недвижимости или передачи прав аренды на конкурсной основе[1][2].
- Частные компании, получившие туалеты, могут вводить плату за вход, размещать рекламу, организовывать дополнительные коммерческие услуги (вендинг, цветочные магазины и др.)[3][4].
- В некоторых случаях приватизация осуществлялась путем предоставления услуг частными поставщиками в обмен на права размещения рекламы, что позволяет снизить расходы бюджета на содержание туалетов. Так Мэр Нью-Йорка Майкл Блумберг описывает подобную сделку как «уникальную возможность …создания живого и эстетичного городского пейзажа…без бремени государственных инвестиций»[5].

## Правовые и организационные особенности
- Решение о приватизации принимается органами местного самоуправления или муниципалитетом, часто в рамках программ по управлению муниципальным имуществом[1][2].
- Приватизация объектов может происходить через продажу на открытых аукционах, аренду на длительный срок или перепрофилирование помещений под иные коммерческие нужды.
- В ряде случаев возникали юридические сложности с освобождением помещений, которые уже были приватизированы или перепрофилированы под кафе, магазины и другие объекты, усложняя возможность их возврата городу[4][6].

## Примеры
- В Москве и Санкт-Петербурге значительная часть помещений бывших общественных туалетов была приватизирована и перепрофилирована под разные виды бизнеса (кафе, цветочные магазины и др.)[4][6].
- В Воронеже практиковалась прямая продажа зданий общественных туалетов с аукциона, с целью дальнейшего коммерческого использования[1].
- В США и ряде европейских стран частная эксплуатация общественных туалетов распространена: частные операторы предоставляют более чистые и современные услуги, однако возможны ограничения бесплатного доступа для социально незащищённых групп.

## Критика и последствия
- Сторонники приватизации утверждают, что частная собственность стимулирует чистоту и качество обслуживания, мотивирует владельцев инвестировать и эффективно использовать объекты.Так Джон Стоссел отметил, что частная собственность лучше нежели государственная собственность: «Я думаю о государственной собственности как общественные туалеты. Часто их большое количество… Сравним грязные общественные туалеты с приватизированными частными туалетами. Они распространены в Европе и являются более чистыми, поскольку их хозяева эгоистично ищут прибыли, зарабатывая на поддержании чистоты.»[7]
- Противники считают, что приватизация ограничивает бесплатный доступ к необходимой урбанистической услуге для малоимущих групп, а в ряде случаев приводит к сокращению числа доступных туалетов в городской среде[8].
- Проблемы с эксплуатацией, техническим состоянием и тарифами на пользование часто становятся предметом общественных дискуссий и регулируются муниципальными нормативами.
- В 1980-х годах в южной Калифорнии власти умышленно сократили число общественных туалетов, чтобы сделать отдельные участки менее привлекательными для «неугодных».[9]
- Полиция (например в Лос-Анджелесе) иногда поддерживают приватизацию обoественных туалетов, утверждая, что общественные туалеты привлекают преступников и становятся «сценами преступлений».